# Atadenovirus
Genre
Atadenovirus est un genre de virus de la famille des Adenoviridae. Ils infectent les animaux vertébrés (Reptiles, Oiseaux, Mammifères).